# Praticien à diplôme hors Union européenne en France
 (juillet 2017).
Les praticiens à diplôme hors Union européenne (abrégé PADHUE) sont en France des médecins hospitaliers ayant obtenu leur diplôme hors de l'Union européenne et ne bénéficiant pas à ce titre de la « plénitude d’exercice » de leur métier (à l'exception d'une autorisation temporaire dérogatoire pour un exercice limité à certains territoires d'outre-mer) .

## Statistiques
Les PADHUE sont pour un grand nombre de nationalité française mais ont eu leur diplôme dans des pays hors de l'UE. En début d'année 2005, 6 750 praticiens à diplôme hors Union européenne exercent en France.
La répartition de ces praticiens par statut montre que 48 % d'entre eux avaient en 2005 le statut de « faisant fonctions d’interne » préparant une AFS/AFSA, 28 % celui de praticien attaché associé et 15 % celui d’assistant associé. 91 % étaient ainsi employés sous un statut prévu par la loi. Les 9 % restants, classés en « autres » (soit 614 médecins), exercent irrégulièrement et/ou sur des postes non agréés. Un tiers de ces médecins viennent du Maghreb (16 % du Maroc et de la Tunisie, et 14,3 % d’Algérie), et 12,7 % viennent d’Afrique subsaharienne.

## Conditions d'exercice et rémunérations
Ces médecins, en situation précaire, sont payés trois fois moins qu’un médecin français. En outre ils ne peuvent ni s’établir à leur compte, ni travailler dans un établissement privé, et voient leur évolution de carrière bloquée. Ils ne peuvent pas non plus s'inscrire au conseil de l'ordre (sauf autorisation temporaire dérogatoire dans certains territoires d'outre-mer) et leur nombre n'est, de ce fait, pas connu avec exactitude.

## Historique

### Création
En 1995, Simone Veil alors ministre de la santé institue le PAC (Praticien adjoint contractuel). Sous conditions de réussite à un examen, les titulaires du PAC voyaient leur situation s’améliorer, tant sur le plan financier que sur celui de la reconnaissance. Ce statut, bien que très précaire, a permis aux PADHUE de s'unir et de se battre pour un processus d'intégration long et toujours pas terminé.

### NPA (après la loi du 27 juillet 1999)
Avec la promulgation de la loi du 27 juillet 1999, qui ouvre l’accès au concours NPA (Nouvelle Procédure d'Autorisation) pour exercer en France à tous les titulaires d’un diplôme de médecine généraliste (hors UE) et d’une carte d’identité. Cette loi ne prend pas en compte les années d’expérience des médecins qui exercent parfois depuis plusieurs années en France